# Sibel Susann Teoman
Sibel Susann Teoman  (* 1975) ist eine deutsche Schriftstellerin.

## Leben
Die Tochter einer türkischen Mutter und eines deutschen Vaters studierte in Deutschland und in der Türkei, wo sie vier Jahre lebte. Nach der Studienzeit heiratete sie dort und arbeitete zunächst als Marketingassistentin. Heute ist sie als Managementassistentin in Köln tätig. Ihre Bücher veröffentlicht sie im Piper Verlag.

## Werk
Zunächst erschien der heitere Roman Der Teufel ist blond (2006), 2007 der Folgeroman Türkischer Mokka mit Schuss. Letzterer erzählt von einer jungen Türkin in Deutschland, die versucht, sich Voodoo-Künste nutzbar zu machen, um ihre Eltern für ihren deutschen Freund Jan einzunehmen. Ein weiterer erzählerischer Beitrag Teomans zur jungen Frauenliteratur wurde in den Gute-Nacht-Geschichten für freche Frauen (2006) neben dreizehn weiteren Geschichten von bekannten Autorinnen wie beispielsweise Gaby Hauptmann  veröffentlicht. 2008 folgten zwei weitere heitere Romane der Autorin: Der Teufel sieht rot und Flitterwochen auf Türkisch.